# Sedevakantism
Sedevakantism, av sede stol och vakant ledig, är en teologisk uppfattning representerad av radikala segment inom katolsk traditionalism, som hävdar att det råder sede vacante inom den katolska kyrkan, trots att påvar valts och installerats. De menar att påvestolen är vakant på grund av att påvarna efter Andra Vatikankonciliet inte är renläriga.
Den vanligaste formen av sedevakantism är traditionalistisk sedevakantism, där man stödjer sig på den katolska traditionen för att påvisa att de sittande påvarna inte är påvar. Man menar att Johannes XXIII genom att sammankalla Andra Vatikankonciliet avvek från den traditionella katolska läran (i och med till exempel den nya mässformen, deklarationen om religionsfrihet etcetera). Då man anser att detta är heresi, och ingen heretiker kan bli påve, drar man slutsatsen att de sittande påvarna helt enkelt inte är påvar. Denna form av sedevakantism förekommer framförallt i USA, och strukturerar sig oftast i kongregationer kring biskopar. De har även funnits representerade i Sverige genom ett litet antal personer och den numera nedlagda tidskriften Adoremus in Aeternum, som även förknippats med extrema politiska åsikter.
Vissa sedevakantister, så kallade konklavister, har tillsatt egna påvar.